# مينغ
مينغ (بالإنجليزية: MING)‏ هو منتج أسطوانات وملحن أمريكي، ولد في 1972 في نيويورك في الولايات المتحدة.

## وصلات خارجية
- الموقع الرسمي
- مينغ على موقع ميوزك برينز (الإنجليزية)
- مينغ على موقع ديسكوغز (الإنجليزية)